# 葛明遠
葛明遠，字子惠，贵州畢節人，清末政治人物、同進士出身。
光緒二十四年（1898年）戊戌科進士，三甲一百六十三名，同年五月，著交吏部掣签分发各省，以知县即用。后官江西知縣。